# Région autonome de la Côte caraïbe sud
La région autonome de la Côte caraïbe sud (en espagnol : Región Autónoma de la Costa Caribe Sur) est une des deux régions autonomes du Nicaragua. Elle s'étend sur 27 407 km2 et a une population de 408 326 habitants en 2019. Sa capitale est Bluefields.

## Histoire
La région est issue de la division, en 1986, de l'ancien département de Zelaya en deux régions autonomes de l'Atlantique nord et de l'Atlantique sud, rebaptisées depuis Côte caraïbe nord et sud.

## Géographie
La région a une façade maritime, à l'est, sur la mer des Antilles.
Elle est en outre limitrophe :
- au nord, de la région autonome de la Côte caraïbe nord ;
- au sud et au sud-ouest, du département du Río San Juan ;
- à l'ouest, des départements de Chontales et de Boaco ;
- au nord-ouest, du département de Matagalpa.

## Municipalités
La région autonome est subdivisée en douze municipalités :
1. Bluefields
2. Bocana de Paiwas
3. Corn Island
4. Desembocadura de la Cruz de Río Grande
5. El Ayote
6. El Rama
7. El Tortuguero
8. Kukra Hill
9. La Cruz de Río Grande
10. Laguna de Perlas
11. Muelle de los Bueyes
12. Nueva Guinea